# Inibidores seletivos da cicloxigenase-2
Os inibidores seletivos da cicloxigenase-2 (coxibs) são um tipo de medicamento anti-inflamatório não esteroidal (AINE) que tem como alvo direto a cicloxigenase-2 (COX-2) uma enzima responsável pela inflamação e pela dor. A seletividade do alvo para a COX-2 reduz o risco de ulceração péptica e é a principal característica do celecoxibe, do rofecoxibe e de outros membros dessa classe de medicamentos.
Depois que vários medicamentos inibidores da COX-2 foram aprovados para comercialização, dados de estudos clínicos revelaram que os inibidores da COX-2 causavam um aumento significativo de ataques cardíacos e derrames, sendo que alguns medicamentos da classe apresentavam riscos piores do que outros. O rofecoxibe (vendido sob o nome comercial de Vioxx) foi retirado do mercado em 2004 devido a essas preocupações, enquanto o celecoxibe (vendido sob o nome comercial de Celebrex) e os AINE tradicionais receberam advertências em seus rótulos. Muitos inibidores específicos da COX-2 foram retirados do mercado dos EUA. Em dezembro de 2011, apenas o Celebrex ainda está disponível para compra nos Estados Unidos. Na União Europeia, o celecoxibe, o parecoxibe e o etoricoxibe foram aprovados para uso pela Agência Europeia de Medicamentos.
O paracetamol (acetaminofeno) inibe a COX-2 quase que exclusivamente no cérebro e minimamente no resto do corpo, embora não seja considerado um AINE, já que tem apenas uma atividade anti-inflamatória menor.

## Uso médico
Alguns inibidores da COX-2 são usados em uma única dose para tratar a dor após procedimentos cirúrgicos. Nessa função, o etoricoxibe parece ser tão bom quanto, se não melhor que, outros medicamentos para a dor, e o celecoxibe parece ser tão útil quanto o ibuprofeno.
Os AINE são frequentemente usados no tratamento de crises agudas de gota. Os inibidores da COX-2 parecem funcionar tão bem quanto os AINE não seletivos, como a aspirina. Eles não foram comparados a outras opções de tratamento, como a colchicina ou os glicocorticoides.

### Câncer
A COX-2 parece estar relacionada a cânceres e crescimentos anormais no trato intestinal. A superexpressão da COX-2 produz excesso de prostaglandinas, que demonstraram aumentar a possibilidade de câncer colorretal. Os inibidores da COX demonstraram reduzir a ocorrência de cânceres e crescimentos pré-cancerosos. O Instituto Nacional do Câncer dos EUA realizou alguns estudos sobre a COX-2 e o câncer. A COX-2 pode atuar como uma enzima antitumoral, mas somente em casos específicos. A FDA aprovou o Celebrex para o tratamento da polipose adenomatosa familiar (FAP). Os inibidores da COX-2 estão sendo estudados atualmente no câncer de mama e parecem ser benéficos.

### Distúrbios neuropsiquiátricos
Descobriu-se que os inibidores da COX-2 são eficazes na supressão de vias neurodegenerativas inflamatórias, com resultados benéficos em estudos em animais para transtorno depressivo maior, bem como esquizofrenia, transtorno bipolar e transtorno obsessivo-compulsivo. Isso precisa ser confirmado em estudos clínicos em humanos. Os estudos atuais apoiam uma associação de transtornos como esses com inflamação crônica, que parece diminuir com o uso de inibidores da COX-2.

### Outros alvos
A inibição da COX-2 é fundamental para a função anti-inflamatória e analgésica do celecoxib, um inibidor seletivo da COX-2. Entretanto, com relação à promessa desse medicamento para a terapia de cânceres avançados, não está claro se a inibição da COX-2 desempenha um papel dominante, e isso se tornou uma questão controversa e intensamente pesquisada. Nos últimos anos, foram descobertos vários componentes intracelulares adicionais (além da COX-2) que parecem ser importantes para mediar os efeitos anticancerígenos do celecoxibe na ausência da COX-2. Além disso, um estudo recente com várias células tumorais malignas mostrou que o celecoxibe podia inibir o crescimento dessas células, embora algumas dessas células cancerígenas nem sequer contivessem COX-2.
O apoio adicional à ideia de que outros alvos além da COX-2 são importantes para os efeitos anticâncer do celecoxibe veio de estudos com versões quimicamente modificadas do celecoxibe. Várias dezenas de análogos do celecoxibe foram gerados com pequenas alterações em suas estruturas químicas. Alguns desses análogos mantiveram a atividade inibidora da COX-2, enquanto muitos outros não. No entanto, quando a capacidade de todos esses compostos de matar células tumorais em cultura de células foi investigada, verificou-se que a potência antitumoral não dependia de o respectivo composto poder ou não inibir a COX-2, mostrando que a inibição da COX-2 não era necessária para os efeitos anticâncer. Um desses compostos, o 2,5-dimetil-celecoxibe, que não tem a capacidade de inibir a COX-2, na verdade, demonstrou ter uma atividade anticâncer mais forte do que o próprio celecoxibe e esse efeito anticâncer também pôde ser verificado em células tumorais altamente resistentes a medicamentos e em vários modelos animais de tumor.

### Efeitos adversos
A análise dos dados de estudos clínicos revelou que houve um aumento significativo na taxa de eventos vasculares com os inibidores da COX-2 em comparação com o placebo; "eventos vasculares" são infarto do miocárdio (IM) ou ataque cardíaco não fatal, acidente vascular cerebral (AVC) não fatal e morte por um evento vascular, como IM ou AVC. Esses resultados levaram a Merck a retirar voluntariamente o rofecoxibe do mercado em setembro de 2004 e as autoridades reguladoras a impor uma advertência em caixa no rótulo do celecoxibe. Descobriu-se que os AINE tradicionais também apresentavam riscos cardiovasculares, o que levou a advertências em caixa semelhantes.
A causa dos problemas cardiovasculares tornou-se, e continua sendo, um assunto de pesquisa intensiva. A partir de 2012, os resultados convergiram para a hipótese de que os efeitos cardiovasculares adversos são provavelmente devidos à inibição da COX-2 nos vasos sanguíneos, o que leva a uma diminuição na produção de prostaciclina neles. A prostaciclina geralmente impede a agregação plaquetária e a vasoconstrição, portanto, sua inibição pode levar à formação excessiva de coágulos e ao aumento da pressão arterial.

## Pesquisa

### Histórico de pesquisa
A enzima COX-2 foi descoberta em 1988 por Daniel Simmons, um pesquisador da Universidade Brigham Young (BYU). O gene da COX-2 do camundongo foi clonado pelo cientista da UCLA Harvey Herschman, uma descoberta publicada em 1991.
A pesquisa básica que levou à descoberta dos inibidores da COX-2 foi objeto de pelo menos dois processos judiciais. A Universidade Brigham Young processou a Pfizer, alegando quebra de contrato das relações que a BYU tinha com a empresa na época do trabalho de Simmons. Em abril de 2012, foi feito um acordo no qual a Pfizer concordou em pagar US$ 450 milhões. O outro litígio é baseado na Pat. No. 6.048.850 de propriedade da Universidade de Rochester, que reivindicou um método para tratar a dor sem causar desconforto gastrointestinal por meio da inibição seletiva da COX-2. Quando a patente foi emitida, a universidade processou a Searle (posteriormente Pfizer) em um caso chamado Universidade de Rochester v. G.D. Searle & Co., 358 F.3d 916 (Fed. Cir. 2004). O tribunal decidiu a favor da Searle em 2004, sustentando, em essência, que a universidade havia reivindicado um método que exigia um composto que poderia inibir a COX-2, mas não forneceu nenhuma descrição por escrito do mesmo e, portanto, a patente era inválida.
As prostaglandinas cuja síntese envolve a enzima ciclooxigenase-I, ou COX-1, são responsáveis pela manutenção e proteção do trato gastrointestinal, enquanto as prostaglandinas cuja síntese envolve a enzima ciclooxigenase-II, ou COX-2, são responsáveis pela inflamação e pela dor.
Os anti-inflamatórios não esteroides (AINE) existentes diferem em suas especificidades relativas para a COX-2 e a COX-1; enquanto a aspirina e o ibuprofeno inibem as enzimas COX-2 e COX-1, outros AINE parecem ter especificidade parcial para a COX-2, particularmente o meloxicam (Mobic). A aspirina é ≈170 vezes mais potente na inibição da COX-1 do que da COX-2.

### Fraude de pesquisa
Entre 1996 e 2009, Scott Reuben supostamente conduziu uma pesquisa clínica sobre o uso de inibidores da COX-2, muitas vezes em combinação com gabapentina ou pregabalina, para a prevenção e o tratamento da dor pós-operatória, pesquisa que foi descoberta em 2009 como falsa. Reuben se declarou culpado, pagou multas, cumpriu seis meses de prisão e perdeu sua licença médica. Uma revisão de 2009 de meta-artigos usados na medicina baseada em evidências constatou que, embora algumas revisões não fossem mais válidas quando os estudos de Reuben foram removidos, as conclusões na maioria delas permaneceram inalteradas. A revisão constatou que as principais alegações de Reuben que precisavam ser reexaminadas eram "a ausência de efeitos prejudiciais dos coxibs na cicatrização óssea após a cirurgia da coluna, o resultado benéfico de longo prazo após a administração preventiva de coxibs, incluindo uma incidência supostamente reduzida de dor crônica após a cirurgia, e a eficácia analgésica do cetorolaco ou da clonidina quando adicionados a anestésicos locais para anestesia regional intravenosa".

### Os primeiros medicamentos inibidores da COX-2
O Celebrex (e outros nomes de marca do celecoxib) foi lançado em 1999 e rapidamente se tornou o novo medicamento prescrito com mais frequência nos Estados Unidos. Em outubro de 2000, suas vendas nos EUA ultrapassaram 100 milhões de prescrições por ano, por US$ 3 bilhões, e ainda estavam crescendo. Somente as vendas do Celebrex acumularam mais de US$ 4 bilhões até 2005. Um estudo espanhol constatou que, entre janeiro de 2000 e junho de 2001, 7% das prescrições de AINE e 29% dos gastos com AINE foram com inibidores da COX-2. Durante o período do estudo, os inibidores da COX-2 aumentaram de 10,03% do total de AINE prescritos por médicos especializados para 29,79%, e de 1,52% para 10,78% dos AINEs prescritos por médicos da atenção primária (98,23% dos AINE e 94,61% dos inibidores da COX-2 foram prescritos por médicos da atenção primária). Para os médicos especializados, o rofecoxibe e o celecoxibe foram o terceiro e o quinto AINEs mais prescritos, mas o primeiro e o segundo em custo, respectivamente; para os médicos da atenção primária, foram o nono e o décimo segundo AINE mais prescritos e o primeiro e o quarto em custo.[carece de fontes?]
Os esforços de vendas e marketing foram apoiados por dois grandes estudos, o Estudo de Segurança de Longo Prazo para Artrite com Celecoxibe (Celecoxib Long-term Arthritis Safety Study - CLASS) no JAMA e o Pesquisa de Resultados Gastrointestinais do Vioxx (Vioxx Gastrointestinal Outcomes Research - VIGOR). Mais tarde, foi comprovado que o estudo VIGOR se baseou em dados falhos, e o Vioxx acabou sendo retirado do mercado.

### Estudo VIGOR e controvérsia de publicação
O estudo VIGOR, "que foi a criação do medicamento rofecoxib (Vioxx) da Merck", foi o centro de uma disputa sobre a ética das revistas médicas. No estudo VIGOR, mais de 8.000 pacientes foram randomizados para receber naproxeno ou rofecoxibe (Vioxx). Ambos os estudos concluíram que os AINE específicos para COX-2 estavam associados a um número significativamente menor de efeitos adversos gastrointestinais. No estudo CLASS, que comparou o Celebrex 800 mg/dia ao ibuprofeno 2.400 mg/dia e ao diclofenaco 150 mg/dia para osteoartrite ou artrite reumatoide por seis meses, o Celebrex foi associado a um número significativamente menor de complicações gastrointestinais superiores (0,44% vs. 1,27%, p = 0,04), sem diferença significativa na incidência de eventos cardiovasculares em pacientes que não estavam tomando aspirina para profilaxia cardiovascular.
Os resultados do estudo VIGOR foram publicados em 2000 no New England Journal of Medicine. Bombardier e sua equipe de pesquisa afirmaram que houve "um aumento no infarto do miocárdio nos pacientes que receberam rofecoxibe (0,4%) em comparação com os que receberam naproxeno (0,1%)" e "os pacientes que receberam naproxeno (0,1%)". 1%)" e "os pacientes que receberam naproxeno apresentaram 121 efeitos colaterais, em comparação com 56 nos pacientes que tomaram rofecoxibe", um "resultado maravilhoso para a Merck" que "contribuiu para as enormes vendas de rofecoxibe". Os cientistas da Merck interpretaram incorretamente a descoberta como um efeito protetor do naproxeno, dizendo à FDA que a diferença nos ataques cardíacos "se deve principalmente" a esse efeito protetor.
Em setembro de 2001, a FDA enviou uma carta de advertência ao CEO da Merck, declarando: "Sua campanha promocional desconsidera o fato de que, no estudo VIGOR, observou-se que os pacientes que tomaram Vioxx tiveram um aumento de quatro a cinco vezes nos infartos do miocárdio (IMs) em comparação com os pacientes que tomaram o medicamento anti-inflamatório não esteroidal (AINE) Naprosyn (naproxeno)". Isso levou à introdução, em abril de 2002, de avisos na rotulagem do Vioxx sobre o aumento do risco de eventos cardiovasculares (ataque cardíaco e derrame). Em 2005, o New England Journal of Medicine publicou um editorial acusando Bombardier et al. de reter dados deliberadamente.
Claire Bombardier, reumatologista da Universidade de Toronto, alegou que o estudo VIGOR mostrou que o Vioxx 50 mg/dia tinha benefícios em relação ao naproxeno para a artrite reumatoide, especificamente que o Vioxx reduziu o risco de úlceras sintomáticas e eventos clínicos gastrointestinais superiores (perfurações, obstruções e sangramento) em 54%, para 1,4% de 3%, o risco de eventos gastrointestinais complicados de 3%, e o risco de eventos cardiovasculares complicados em 57% e o risco de sangramento em qualquer parte do trato gastrointestinal em 62%. Um enorme esforço de marketing capitalizou essas publicações; o Vioxx foi o medicamento de prescrição mais anunciado em 2000, e o Celebrex, o sétimo, de acordo com o IMS Health.[carece de fontes?]

### Neuroblastomas
Pequenos tumores do sistema nervoso simpático (neuroblastoma) parecem ter níveis anormais de COX-2 expressos. Esses estudos relatam que a superexpressão da enzima COX-2 tem um efeito adverso sobre o supressor de tumor, p53. O p53 é um fator de transcrição de apoptose normalmente encontrado no citosol. Quando o DNA celular é danificado de forma irreparável, o p53 é transportado para o núcleo, onde promove a apoptose mediada pelo p53. Dois dos metabólitos da COX-2, a prostaglandina A2 (PGA2) e A1 (PGA1), quando presentes em grandes quantidades, ligam-se ao p53 no citosol e inibem sua capacidade de atravessar para o núcleo. Isso basicamente sequestra o p53 no citosol e impede a apoptose. Os coxibs, como o Celebrex (celecoxib), ao inibir seletivamente a COX-2 superexpressa, permitem que o p53 funcione adequadamente. O p53 funcional permite que as células de neuroblastoma danificadas pelo DNA cometam suicídio por meio da apoptose, interrompendo o crescimento do tumor.
A regulação positiva da COX-2 também foi associada à fosforilação e ativação da E3 ubiquitina ligase HDM2, uma proteína que medeia a ligação da p53 e a destruição marcada, por meio da ubiquitinação. O mecanismo dessa hiperatividade da HDM2 do neuroblastoma é desconhecido. Estudos demonstraram que os inibidores da COX-2 bloqueiam a fosforilação da HDM2, impedindo sua ativação. In vitro, o uso de inibidores da COX-2 reduz o nível de HDM2 ativo encontrado nas células de neuroblastoma. O processo exato de como os inibidores da COX-2 bloqueiam a fosforilação do HDM2 é desconhecido, mas essa redução mediada no nível de concentração do HDM2 ativo restaura os níveis celulares de p53. Após o tratamento com um inibidor de COX-2, a função restaurada do p53 permite que as células de neuroblastoma danificadas pelo DNA cometam suicídio por meio de apoptose, reduzindo o tamanho do crescimento do tumor.